# ویکتوریا کوتوزووا
 ویکتوریا کوتوزووا (اوکراینی: Вікторія Кутузова؛ زادهٔ ۱۹ اوت ۱۹۸۸) یک تنیس‌باز اهل اوکراین است.